# سهره ریش‌سفید
سهره ریش‌سفید (نام علمی: Melanodera melanodera)، که همچنین به عنوان سهره بال‌قناری یا سهره گلوسیاه نیز شناخته می‌شود، یک پرنده گنجشک‌سان کوچک وابسته به سرده سهره‌های ریش‌دار همراه با سهره ریش‌زرد (M. xanthogramma) است. در گذشته در خانواده زردپره‌های نمادین قرار می‌گرفت، اکنون به عنوان یک فرخنده در نظر گرفته می‌شود. در علفزارهای جنوبی‌ترین بخش آمریکای جنوبی یافت می‌شود. دو زیرگونه وجود دارد: M.m. melanoderma در جزایر فالکلند و M.m. princetoniana در جنوب آرژانتین و شیلی.

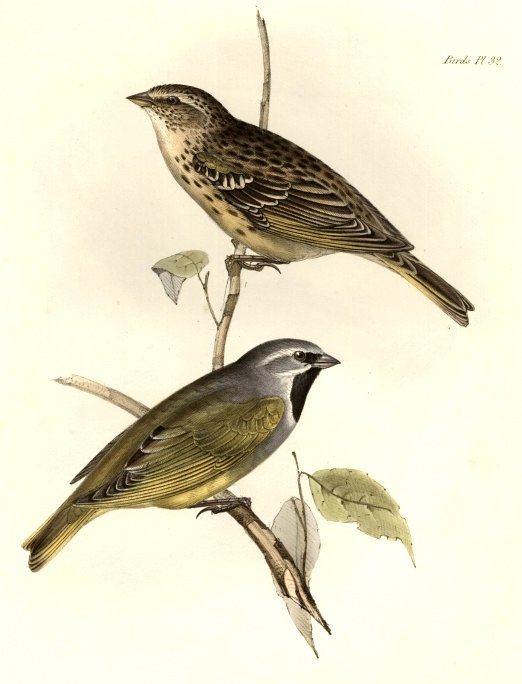